# 鸟成云
鸟成云（1963年11月—），男，回族，青海湟中人，中华人民共和国政治人物，曾任海东市市长和中共海东市委书记。现任青海省人大常委会副主任。